# Stoitxo Stòev
Stoitxo Stòev (En búlgar Стойчо Стоев; Ràzgrad, 15 d'agost de 1962) és un exjugador i entrenador de futbol búlgar.
El 23 de juliol de 2013, Stòev va substituir a Ivaylo Petev com a entrenador del PFC Ludogorets Razgrad, vigent campió de la Lliga búlgara de futbol, després que l'equip perdés el primer partit de lliga contra el Lyubimets per 1-0.
L'entrenador de Razgrad va aconseguir revalidar el títol de lliga la temporada 2013-14, fet que va significar la tercera lliga del Ludogorets, a més a més de ser el tercer títol consecutiu, fet que no havia assolit cap equip búlgar que no fos de la capital, Sofia.
A més a més de l'èxit en el campionat domèstic, Stòev també es va proclamar campió de la Copa de Bulgària, després que el seu equip aconseguís vèncer la final de la competició contra el Botev Plovdiv per 1-0, i va aconseguir arribar fins a vuitens de final de la Lliga Europa de la UEFA, convertint-se en el millor resultat obtingut per l'equip de Razgrad en una competició europea de tota la seva història. El Ludogorets va ser eliminat pel València, que va superar a l'equip búlgar per un global de 4-0 (0-3 a Bulgària i 1-0 a València).
El 31 de juliol de 2014, després d'aconseguir només una victòria en els primers 5 partits oficials de la temporada 2014-15, Stoitxo Stòev va ser destituït com a entrenador del Ludogorets Razgrad. El seu substitut fou Gueorgui Dermendjiev, que fins llavors era el director del planter de l'equip de Razgrad.

## Palmarès

### Com a jugador
Amb el PFC Lokomotiv Sofia:
- Copa de Bulgària (1): 1982

### Com a entrenador
Amb el PFC Ludogorets Razgrad:
- Lliga de Bulgària (1): 2013-14
- Copa de Bulgària (1): 2014
- Entrenador de l'any de la Lliga búlgara de futbol